# Hochwasserbassin
L'Hochwasserbassin, antigament Retranchementgraben, és un canal al barri d'Hammerbrook a la ciutat estat d'Hamburg a Alemanya. Connecta el Südkanal, el Mittelkanal i fins a la fi dels anys 1950 el Nordkanal - avui terraplenat - al riu Bille.

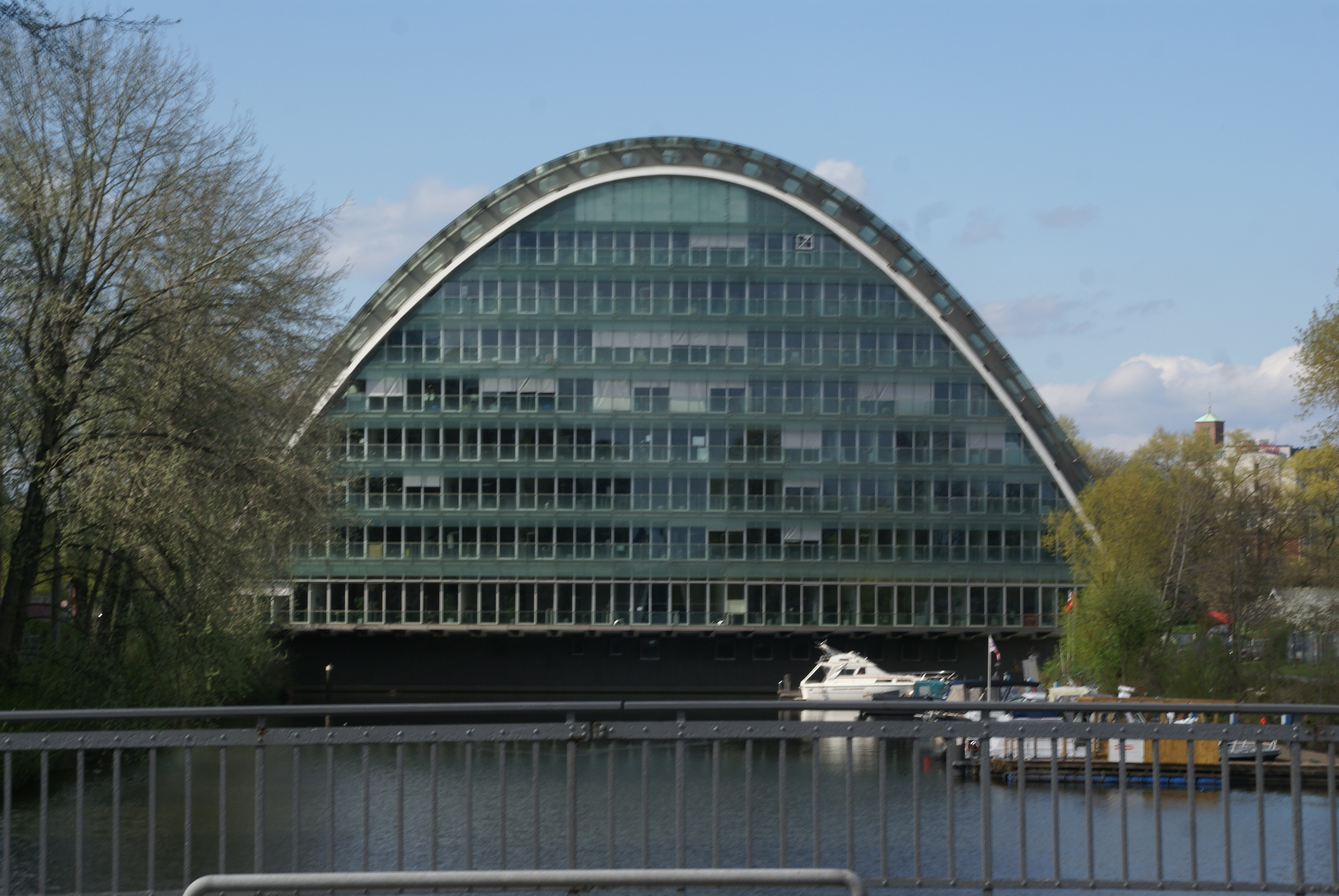
L'edifici Berliner Bogen de l'arquitecte Hadi Teherani al terminal septentrional del canal on desembocava anteriorment al Nordkanal

Des de l'adquisició de la terra el 1338, la ciutat va continuar a excavar canals i canalets per a desguassar el terra, només 0,5m superior al msnm sovint inundats per temps de marejades forts. El canal va crear-se al segle xvii als prats molls de l'Hammerbrook amb el nom Retranchementgraben (fossat del baluard) per a la defensa avançada d'Hamburg. Al segle xix, l'enginyer anglès William Lindley va eixamplar-lo i integrar-lo al sistema de desguas de l'Hammerbrook i començar la urbanització dels prats molls.
És una via navegable de categoria 1, segons la nomenclatura de l'estat d'Hamburg. El canal va ser elegit per a acceptar vaixells d'habitatge el 2006.
| \| \| Conca del Bille (Bil·le) \| |                          |
| Haken • Oberhafen • Oberhafenkanal • Schleusenkanal • Hochwasserbassin • Rückerskanal • Billekanal • canal de Billbrook • Bullenhuser Kanal • Tiefstackkanal • Steinbrookgraben • Glinder Au o Steinbek • Havighorster Graben • Forellenbach • Schleemer Bach • Barsbek • Jenfelder Bach • Bornbek • Bornmühlenbach • Ladenbek • Kampbille • Schleusengraben • Brookwetterung • Schulenbrooksbek • Dalbek • Knollgraben • Forstgraben • Trittauer Mühlenbach • Amelungsbek • Corbek • Schwarzer Au |                          |
| | Conca del Bille (Bil·le) |